# Willem van der Vegte

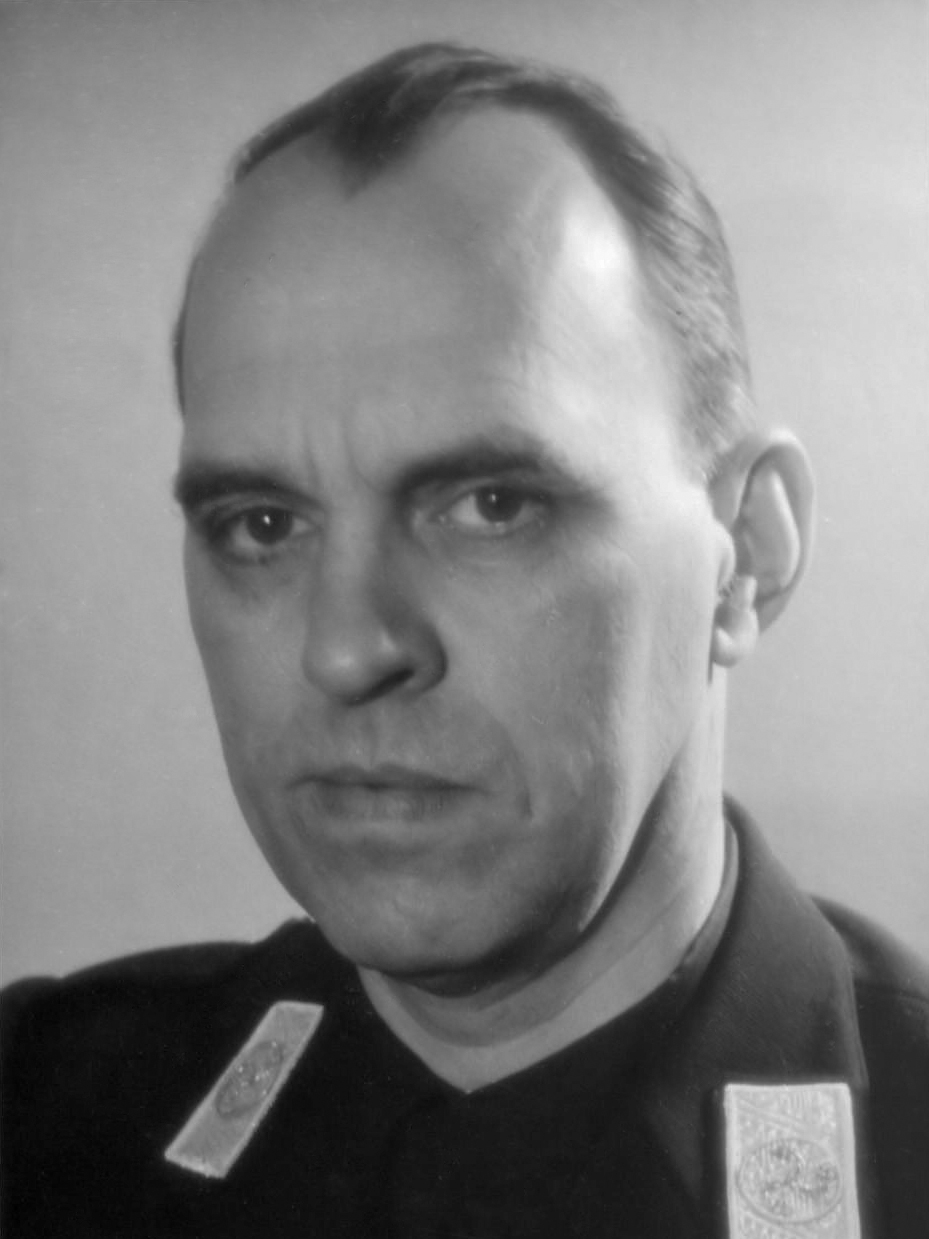
Willem van der Vegte

Willem Lucianus Zion van der Vegte (Valkenburg (Limburg), 7 januari 1895 – Pretoria (Zuid-Afrika), 5 mei 1982) was een Nederlands nationaalsocialistisch ambtenaar.
Van der Vegte, afkomstig uit een Nederlands-hervormd gezin, volgde van 1907 tot 1913 de HBS te Deventer, waarna hij zijn opleiding aan de Technische Hogeschool te Delft voortzette. Hij was er een uitstekend wedstrijdroeier; als lid van de Delftse studentenroeivereniging Laga won hij tweemaal de Varsity. In 1930 studeerde hij daar af als elektrotechnisch ingenieur en vervolgens was hij tot 1940 als zodanig werkzaam in het bedrijfsleven.
In mei 1933 meldde hij zich aan als lid van de Nationaal-Socialistische Beweging (NSB) van Anton Mussert. Hij ontving stamboeknummer 12707. In de zomer van 1940 verliet hij zijn betrekking omdat hij zich wenste in te zetten voor de realisatie van een nationaalsocialistische samenleving. Hij werd adviseur van dr. T. Goedewaagen, de secretaris-generaal van het nationaalsocialistische Departement van Volksvoorlichting en Kunsten. Hij werd door Goedewaagen benoemd tot voorzitter van de Radioraad en belast met de reorganisatie van de departementele afdeling Radio. Vanaf januari 1942 was hij tot het eind van de Tweede Wereldoorlog directeur-generaal van de PTT. In februari 1943 benoemde Mussert hem tot NSB-gemachtigde voor Waterstaat en Verkeer. In augustus van datzelfde jaar werd hij daarnaast benoemd tot secretaris-generaal van het Ministerie van Verkeer en Waterstaat.
Binnen de NSB vervulde hij een indrukwekkende veelheid aan functies en activiteiten: hij was lid van de Weerbaarheidsafdeling (WA), hoofd van de afdeling Radiozaken, leider van het Economisch Front, hoofd van de afdeling Technische Zaken, lid van de Politieke Raad en lid van de Raad voor de Volkshuishouding. Ook was hij een tijdlang belast met de reorganisatie van de NSB-pers en (vanaf 1941) voorzitter van de Rijksfilmkeuring. Zijn echtgenote, Elske de Blocq van Scheltinga, was verwant aan jhr. Daniël de Blocq van Scheltinga, in de bezettingstijd kabinetschef van Mussert en burgemeester van Wassenaar.
Na zijn arrestatie werd hij geïnterneerd. Op 3 juni 1949 veroordeelde het Bijzonder Gerechtshof te Den Haag hem wegens het in oorlogstijd opzettelijk hulp verlenen aan de vijand tot vier jaar gevangenisstraf met aftrek van voorarrest. Op 16 mei van dat jaar was hij wegens invaliditeit (als gevolg van een auto-ongeluk in 1932 miste hij zijn linkeronderbeen) reeds in vrijheid gesteld. Kiesrechten werden hem levenslang ontzegd.